# Acoplador direccional

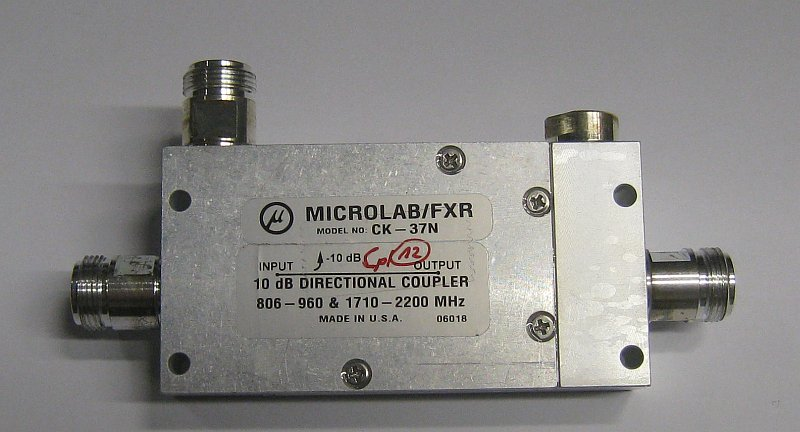
Acoplador direccional 10 dB RF, conectores N, de Microlab/FXR. De izquierda a derecha: puertos entrada, acoplado, aislado (terminado en una carga) y transmitido.

Divisores de potencia y acopladores direccionales
Divisores de potencia y acopladores direccionales son dispositivos pasivos usados en el campo de la radio tecnología. Estos dispositivos acoplan parte de la potencia transmitida a través de una línea de transmisión hacia otro puerto, a menudo usando dos líneas de transmisión dispuestas lo suficientemente cerca para que la energía que circula por una de las líneas se acople a la otra.

## Líneas de transmisión del acoplador
Como se muestra en la figura 1, un acoplador tiene 4 puertos: entrada, salida, acoplado y aislado. El término “línea principal” se refiere a la línea entre los puertos 1 y 2. En algunos acopladores direccionales, la línea principal está diseñada para operar en alta potencia (grandes conectores), mientras que el puerto acoplado puede usar un conector pequeño SMA. A menudo el puerto aislado está conectado a una carga adaptada, interna o externa (normalmente 50 ohms). Debería tenerse en cuenta que, al ser el acoplador direccional un dispositivo lineal, la notación de la Figura 1 es arbitraria. Cualquier puerto puede ser la entrada, de este modo la salida sería el puerto al que está conectado directamente la entrada, el puerto acoplado sería el puerto adyacente al de entrada, y el aislado sería el puerto en diagonal.
El puerto acoplado es usado para obtener la información (por ejemplo frecuencia y nivel de potencia) de la señal sin interrumpir el flujo de principal en el sistema ( a excepción de la reducción de potencia – ver Figura 2). Cuando la potencia del puerto 3 es la mitad de la de entrada (por ejemplo 3 dB inferior a la entrada), la potencia en la línea de transmisión principal está también 3 dB por debajo de la de entrada y es igual a la potencia acoplada. Este tipo de acopladores son los llamados híbridos de 90 grados, híbridos o acopladores 3 dB.
Las propiedades comunes deseadas para todos los acopladores direccionales son un ancho de banda amplio, alta directividad y una buena impedancia de adaptación en todos los puertos cuando los otros puertos están conectados a cargas adaptadas. Estas características de los acopladores direccionales híbridos y no híbridos se explican por sí mismas. Otras características generales serán discutidas a continuación.

## Factor de acoplamiento
El factor de acoplamiento es definido como: {\displaystyle C_{3,1}=-10\log {\left({\frac {P_{3}}{P_{1}}}\right)}\quad {\rm {dB}}}
Donde P1 es la potencia de entrada en el puerto 1 y P3 es la potencia de salida en el puerto acoplado (ver Figura 1)
El factor de acoplamiento representa la propiedad primaria de un acoplador direccional. El acoplamiento no es constante, varía con la frecuencia. Mientras que varios diseños pueden reducir esta variación	, es imposible construir un acoplador perfecto sin ninguna variación a la frecuencia. Los acopladores direccionales son especificados en términos de exactitud en la frecuencia central de la banda de operación. Por ejemplo un acoplamiento de 10 dB +/-0.5 dB significa que el acoplador direccional puede tener un acoplamiento de 9.5 dB a 10.5 dB en la frecuencia central de la banda. La precisión es debida a las tolerancias dimensionales en la separación entre las dos líneas acopladas. Otra especificación es la sensibilidad a la frecuencia. Una mayor sensibilidad a la frecuencia permitirá una banda de frecuencias operativa más ancha. Se usan múltiples secciones de acoplamiento de un cuarto de longitud de onda para obtener un mayor ancho de banda de frecuencia. Normalmente este tipo de acoplador direccional es diseñado para una relación de ancho de banda de frecuencia y para un máximo de ondulación de acoplamiento dentro de la banda de frecuencias. Por ejemplo, un típico diseño de acoplador con un ancho de banda de frecuencia de 2:1 que produce un acoplamiento de 10 dB con una ondulación de +/- 0.1 dB, utilizando la especificación previa de exactitud, tendría un acoplamiento de 9.6 +/- 0.1 dB hasta 10.4 +/- 0.1 dB a lo largo del rango de frecuencias.

## Pérdidas
En un acoplador direccional, las pérdidas de la línea principal desde el puerto 1 al puerto 2 (P1 – P2) se denominan pérdidas por inserción.
Pérdidas por inserción: {\displaystyle L_{i2,1}=-10\log {\left({\frac {P_{2}}{P_{1}}}\right)}\quad {\rm {dB}}}
Gran parte de estas pérdidas son debidas a la potencia desviada hacia el puerto 3, estas pérdidas se denominan pérdidas por acoplamiento y se calculan:
Pérdidas por acoplamiento:{\displaystyle L_{c2,1}=-10\log {\left(1-{\frac {P_{3}}{P_{1}}}\right)}\quad {\rm {dB}}}
En un acoplador direccional ideal, las pérdidas por inserción y las pérdidas por acoplamiento son idénticas. En la práctica, las pérdidas por inserción serán una combinación de pérdidas de acoplamiento, pérdidas dieléctricas, pérdidas del conductor y pérdidas por ROE. Dependiendo del rango de frecuencias, las pérdidas por acoplamiento son menos significantes con un acoplamiento superior a 15 dB. En este caso las otras pérdidas constituyen la mayor parte del total de pérdidas. En la Figura 2 se muestra un gráfico con la relación teórica entre las pérdidas por inserción (dB) y el factor de acoplamiento (dB).

## Aislamiento
El aislamiento de un acoplador direccional puede ser definido como la diferencia en niveles de señal, en dB, entre el puerto de entrada y el puerto aislado, estando los otros dos puertos conectados a cargas adaptadas, o:
Aislamiento: {\displaystyle I_{4,1}=-10\log {\left({\frac {P_{4}}{P_{1}}}\right)}\quad {\rm {dB}}}
El aislamiento también puede ser definido entre los dos puerto de salida. En este caso, uno de los puertos de salida es usado como entrada, mientras que el otro es considerado como puerto de salida. Los otros dos puertos (entrada y aislado) están conectados a cargas adaptadas.
Consecuentemente: {\displaystyle I_{3,2}=-10\log {\left({\frac {P_{3}}{P_{2}}}\right)}\quad {\rm {dB}}}
El aislamiento de los puertos de entrada y aislado puede ser diferente del aislamiento entre los dos puertos de salida. Por ejemplo el aislamiento entre los puertos 1 y 4 puede ser de 30 dB mientras que el aislamiento entre los puertos 2 y 3 puede tener un valor diferente, como por ejemplo 25 dB. Si ambas medidas de aislamiento no están disponibles, se puede asumir que son iguales. Si no están disponibles ninguna de las dos, se puede estimar el aislamiento por la suma del factor de acoplamiento más las pérdidas de retorno (ROE). El aislamiento debería ser lo más alto posible. En los acopladores actuales, el puerto aislado nunca está completamente aislado. Siempre estará presente alguna señal de RF. Los acopladores direccionales de guía de onda son los que tienen el mejor aislamiento.
Si el aislamiento es alto, el acoplador direccional es excelente para combinar señales y alimentar una sola línea hacia un receptor para realizar tests de recepción de dos tonos. En la Figura 3 una señal entra por el puerto P3, otra por el puerto P2, y las dos salen por el puerto P1. La señal que pasa del puerto P3 al puerto P1 tendrá unas pérdidas de 10 dB, y la señal que va del puerto P2 al puerto P1 tendrá 0.5 dB de pérdidas. La carga interna del puerto aislado disipará las pérdidas de señal desde el puerto P3 hasta el puerto P2. Si los aislamientos de la Figura 3 son ignorados, la medida de aislamiento (del puerto P2 al puerto P3) determina la cantidad de potencia del generador de señal F2 que será inyectada hacia el generador de señal F1. A medida que el nivel de inyección se incrementa, se puede producir modulación del generador de señal F1, o incluso inyección de bloqueo de fase. Debido a la simetría del acoplador direccional, la inyección reversa se producirá con los mismos posibles problemas de modulación del generador de señal F2 por F1. Además los aisladores son usados en la Figura 3 para incrementar efectivamente el aislamiento ( o directividad) del acoplador direccional. Consecuentemente las pérdidas por inyección serán debidas al aislamiento del acoplador direccional más el aislamiento inverso de los aisladores.

## Directividad
La directividad está directamente relacionada con el aislamiento, y es definida por:
Directividad: {\displaystyle D_{3,4}=-10\log {\left({\frac {P_{4}}{P_{3}}}\right)}=-10\log {\left({\frac {P_{4}}{P_{1}}}\right)}+10\log {\left({\frac {P_{3}}{P_{1}}}\right)}\quad {\rm {dB}}}

donde: P3 es la potencia de salida del puerto acoplado y P4 es la potencia de salida del puerto aislado.
La directividad debería ser lo más alta posible. La directividad es muy alta en la frecuencia de diseño y es una función más sensible a la frecuencia debido a que depende de la cancelación de los componentes de la oscilación. Los acopladores direccionales de guía de onda son los que mejor directividad tienen. La directividad no es medible directamente, es calculada a partir de la diferencia entre las medidas de aislamiento y acoplamiento:
{\displaystyle D_{3,4}=I_{4,1}-C_{3,1}\quad {\rm {dB}}}

## Híbridos
Los acopladores híbridos, o acopladores direccionales 3 dB, en los cuales las dos salidas son de igual amplitud, pueden ser de varias formas. No hace mucho, los acopladores 3 dB en cuadratura (90 grados), con salidas desfasadas 90 grados, era lo que nos venía a la mente al mencionar los acopladores híbridos. Ahora cualquier 4 puertos con brazos aislados y divisor de potencia igual es llamado híbrido o acoplador híbrido. Hoy en día, la función característica es la diferencia de fase de las salidas. Si es de 90 grados, se trata de un híbrido 90 grados. Si es de 180 grados, se trata de un híbrido 180 grados. Incluso el divisor de potencia Wilkinson, el cual tiene 0 grados de diferencia, es actualmente un híbrido, aunque el cuarto brazo es normalmente interno.
El híbrido se aplica en comparadores monopulso, mezcladores, combinadores de potencia, divisores, moduladores, y array en fase de sistemas de antena de radar.
Una versión más barata de este tipo de acopladores se suele utilizar también en el hogar, para dividir las señales de TV y FM, por cable o por aire, hacia las diferentes habitaciones, y también para los dispositivos sin un passthrough hacia el equipo de TV. Un puerto está etiquetado como entrada, mientras que los otros dos, tres o cuatro están etiquetados como salidas, a menudo con los dB de pérdida de cada uno. Uno de estos puede tener menos pérdidas que los otros, el cual puede tener conectado otro splitter, o el cable coaxial más largo hacia la habitación más lejana.

## Balance de amplitud
Esta terminología define la diferencia de potencia en dB entre los dos puertos de salida de un híbrido 3 dB. En un circuito ideal híbrido la diferencia debería ser de 0 dB. De todos modos, en un dispositivo real el balance de amplitud depende de la frecuencia y se aparta de la diferencia ideal de 0 dB.
En ingeniería de transmisión, los acopladores diferencia-amplitud son usados para crear relleno nulo.

## Balance de fase
La diferencia de fase entre los dos puertos de salida de un acoplador híbrido debería ser de 0, 90, 180 grados dependiendo del tipo utilizado. De todos modos, al igual que en el balance de amplitud, la diferencia de fase es sensible a la frecuencia de entrada y normalmente variará unos pocos grados.
Las propiedades de fase de un acoplador híbrido de 90 grados pueden ser usadas con gran ventaja en los circuitos microondas. Por ejemplo, en un amplificador equilibrado de microondas las dos entradas son alimentadas a través de un acoplador híbrido. Los dispositivos FET normalmente tienen una pobre adaptación y reflejan mucha energía incidente. De todos modos, como los dispositivos son esencialmente idénticos, los coeficientes de reflexión de cada dispositivo son iguales. El voltaje reflejado desde los FETs 	está en fase con el puerto aislado desfasado 180 grados con el puerto de entrada. Además, toda la potencia reflejada desde los FETs va hacia la carga en el puerto aislado y ninguna potencia va hacia el puerto de entrada. Como consecuencia se consigue una buena adaptación de entrada (baja ROE).
Si se usan líneas adaptadas en fase para una entrada de antena hacia un acoplador de 180 grados, como se muestra en la Figura 4, se producirá un nulo directamente entre las antenas. Para recibir una señal en esta posición se debería cambiar el tipo de híbrido o la longitud de la línea. Esta es una buena aproximación para rechazar una señal desde una dirección determinada o para crear el patrón de diferencia para un radar monopulso.
Los acopladores de diferencia de fase pueden ser usados para crear una inclinación de haz en una estación de radio VHF en FM, retrasando la fase en los elementos inferiores de un array de antenas. De esta manera se puede redirigir completamente el rango de retransmisión 	en las estaciones AM de onda media que usan radiadores mast. Normalmente se hace de noche para evitar radio interferéncias skywave a una estación en la dirección opuesta.

## Otros divisores de potencia
Ambos acopladores híbridos, Wilkinson y en cuadratura (90°) pueden ser utilizados para aplicaciones con divisores de potencia coherente. El divisor de potencia Wilkinson tiene una baja ROE en todos los puertos y alto aislamiento en los puertos de salida. Las impedancias de entrada y de salida en cada puerto son diseñadas para ser iguales a la impedancia característica del sistema de microondas.
A la derecha se muestra un divisor de potencia típico. Idealmente, la potencia de entrada sería dividida por igual entre los puertos de salida. Los divisores están fabricados con múltiples acopladores, y, al igual que estos, pueden invertirse y utilizarse como multiplexadores. La cuestión es que para un multiplexador de cuatro canales, la salida consiste en solo ¼ de potencia de cada uno, por lo que es relativamente ineficiente. Multiplexar con pocas pérdidas solo se puede conseguir con redes de filtros.
Al principio, la división de potencia coherente se consiguió a través de simples uniones T. En las frecuencias de microondas, las guías de onda en T tienen dos formas posibles- plano E y plano H. Estas dos uniones separan la potencia por igual, pero debido a las diferentes configuraciones de campo en la unión, en los brazos de salida, los campos eléctricos están en fase en la T de plano H y en antifase en la T de plano-E. La combinación de estas dos T's para formar un híbrido permitió la realización de un componente de cuatro puertos el cual podía realizar la suma vectorial y la diferencia de dos señales de microondas coherentes. El dispositivo es conocido como la T mágica.

## Combinadores de potencia
Debido a que los circuitos híbridos son bidireccionales, pueden ser utilizados para dividir una señal y alimentar múltiples amplificadores de baja potencia, después recombinarlas y alimentar una sola antena con alta potencia como se muestra en la figura 6.
Esta aproximación permite el uso de numerosos amplificadores de baja potencia, menos caros, en el circuito en lugar de un solo TWT de alta potencia. Otro enfoque es alimentar una antena con cada amplificador de estado sólido (SSA) y permitir que la potencia sea combinada en el espacio, o ser usada para alimentar una lente la cual estaría conectada a una antena.

## Acopladores direccionales de baja frecuencia
Para las frecuencias más bajas es posible una implementación compacta de banda ancha mediante acopladores unidireccionales (transformadores). En la figura se muestra un circuito para acoplamiento débil y que puedes ser entendido a lo largo de estas líneas: Una señal entra por uno de los pares de líneas. Un transformador reduce el voltaje de la señal y el otro reduce la corriente. Además la impedancia está adaptada. El mismo argumento vale para cada dirección de la señal a través del acoplador. El signo relativo del voltaje inducido y la corriente determina la dirección de la señal de salida.
Para un acoplamiento 3 dB, con una división igual de la señal, otro punto de vista puede ser más apropiado: Dos de los pares de líneas son combinados en una línea polifásica. Se puede utilizar un transformador polifásico para redistribuir la señal en un grupo de líneas rotadas 45°